# Andajja
Andajja – dżinijski autor z Karnataki. Urodzony najprawdopodobniej około 1235 roku. Autor napisanego w języku kannara tekstu "Kabbikarakavya" (tekst o czystości duszy).